# 올료크마강

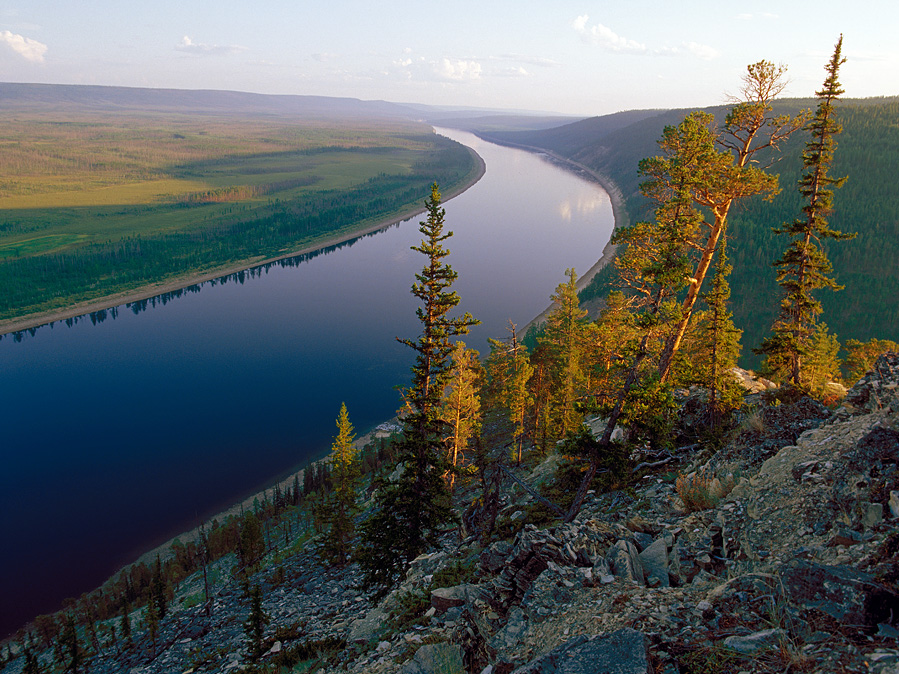

올료크마강(Олёкма)은 러시아 시베리아 동부를 흐르는 강으로, 레나강의 합류 지류이다.